# 6552 Хіґґінсон
6552 Хіґґінсон (6552 Higginson) — астероїд головного поясу, відкритий 5 квітня 1989 року.
Тіссеранів параметр щодо Юпітера — 3,337.